# AOA Cream
AOA Cream là một nhóm nhỏ của nhóm nhạc nữ Hàn Quốc AOA, được thành lập bởi FNC Entertainment vào năm 2016. Nó bao gồm ba thành viên AOA: Yuna, Hye-jeong và Chanmi. Nhóm này nổi tiếng với single đầu tay của họ, I'm Jelly Baby

## Lịch sử
Trong năm đầu năm 2016, FNC Entertainment đã chính thức công bố thành lập phân nhóm.
Vào đầu tháng 2 cùng năm, hãng đã bắt đầu cung cấp các teaser của các thành viên trong lần ra mắt sắp tới của họ.
Đĩa đơn đầu tay của họ, "I'm Jelly Baby" đã được phát hành vào ngày 11 tháng 2 năm 2016. Đĩa đơn đứng ở vị trí thứ 26 trên bảng xếp hạng Gaon của Hàn Quốc.
Thành công của họ đã mang lại cho họ các trang trong một số tạp chí bao gồm cả Cosmopolitan.

## Danh sách nhạc

### Singles
| Title            | Năm  | Vị trí đỉnh biểu đồ | Bán hàng             | Album            |
| Title            | Năm  | KOR                 | Bán hàng             | Album            |
| ---------------- | ---- | ------------------- | -------------------- | ---------------- |
| "I'm Jelly Baby" | 2016 | 26                  | - KOR (DL): 168,192+ | Non-album single |